# Farsta (okręg administracyjny)
Farsta – okręg administracyjny (stadsdelsområde) w ramach gminy Sztokholm, położony w jej południowej części (Söderort).
Okręg administracyjny (stadsdelsområde) Farsta został utworzony w 1998 r. po połączeniu dotychczasowych okręgów Söderled oraz Farsta.
Według danych opublikowanych przez gminę Sztokholm, 31 grudnia 2014 r. stadsdelsområde Farsta liczyła 55 269 mieszkańców, obejmując następujące dzielnice (stadsdel):
| - Fagersjö - Farsta - Farsta strand - Farstanäset - Gubbängen | - Hökarängen - Larsboda - Sköndal - Svedmyra - Tallkrogen |

Powierzchnia wynosi łącznie 17,29 km², z czego 1,85 km² stanowią wody.